# Bogdanowo (powiat wągrowiecki)
Bogdanowo – wieś w Polsce położona w województwie wielkopolskim, w powiecie wągrowieckim, w gminie Gołańcz.
W latach 1975–1998 miejscowość należała administracyjnie do województwa pilskiego.
Urodził się tutaj Jan Stasiński, okulista i profesor Uniwersytetu Poznańskiego.